# Урусов, Семён Никитич (буровой мастер)
Семён Никитич Урусов (4 января 1926 года, д. Гилёвка, Ялуторовский район, Тюменская область, СССР – 22 апреля 1991 года, Тюмень, СССР) — советский буровой мастер, первооткрыватель тюменской нефти, Герой Социалистического Труда.

## Биография
Родился в 1926 году в деревне Гилёвка, Ялуторовского (ныне — Заводоуковского) района Тюменской области в крестьянской семье.
Свой трудовой путь начал в 1941 году рабочим на мельнице.

### Участие в Великой Отечественной войне
17-летний Семён Урусов ушёл на фронт добровольцем и был зачислен рядовым в Красную Армию 23 ноября 1943 года. Воевал в 181-м стрелковом полку 291 стрелковой дивизии 1 Украинского фронта. В составе этого подразделения в декабре 1943 года принимал участие в освобождении Киева. В январе 1944 года часть была переброшена под Ленинград, в том же году освобождала Эстонию, столицу Латвии Ригу.
В январе 1945 года сибиряков перебросили в Венгрию, затем в Польшу. Автоматчик Семён Урусов награждён боевой медалью за проявленную храбрость 27 января 1945 года, когда в уличном бою уничтожил четырёх гитлеровцев при освобождении польского города Беутен (Бытом) в ходе Сандомирско-Силезской наступательной операции. 

### Поиски тюменской нефти
Разведка нефти и газа началась в Тюменской области ещё до войны, так что после демобилизации и возвращения домой Семён Урусов поступает в Тюмени на курсы бурильщиков. После окончания учёбы начал работать помощником бурильщика у Баграта Мелик-Карамова на первой разведочной скважине в Тюмени, которую бурили с 15 февраля 1949 года по 5 июня 1950 года, но получили только воду. Затем два года работал бурильщиком, а с 1953 года после ухода Мелик-Карамова на пенсию стал работать буровым мастером; на этой должности трудился в Заводоуковской, Покровской, Уватской нефтеразведках.
Первый газовый фонтан разведчики недр получили в 1953 году в Берёзово, а поиски нефти не давали результата.
Бригада Урусова начала бурение на берегах реки Конды, в Ханты-Мансийском округе.
Первая нефть, небольшая (полторы тонны в сутки) была получена на скважине под номером Р-2. Следующая скважина, Р-7, оказалась более результативной, до 12 тонн в сутки. При проходке были вскрыты так называемые «кристаллические породы палеозоя», поэтому геологи сочли, что на этой площадке нечего рассчитывать  на промышленную нефть. Однако когда на берегу Конды начали бурить ещё одну ранее намеченную скважину под номером Р-6, 18 июня 1960 года здесь впервые ударил настоящий нефтяной фонтан — почти 400 тонн в сутки. Официальное подтверждение открытию нефти было сделано 21 июня, и эта дата считается официальным началом разработки тюменской нефти.
Так в Шаимской геологоразведочной экспедиции нашли первую в Западной Сибири промышленную нефть. Первым об этом сообщил журналист окружной газеты «Ленинская правда» Борис Прибыльский, который привёз в редакцию пробирку с шаимской нефтью. После Шаимского были открыты Мортымьинское и Усть-Балыкское нефтяные месторождения.
В шестидесятые годы XX века бригада Урусова почти ежегодно добивалась самой высокой в СССР скорости проходки в разведочном бурении, носила звание «Лучшая буровая бригада Министерства геологии СССР». По итогам республиканского соревнования в 1959—1970 годах бригада 30 раз занимала призовые места, 5 раз ей присуждалось переходящее Красное знамя Министерства геологии РСФСР. На базе бригады действовала школа передового опыта геологической отрасли (с 1964 года).
Работал буровым мастером и начальником буровой бригады Кондинской, Сургутской, Приуральской экспедиции, затем стал буровым мастером инструкторской вахты Тюменской экспедиции. Является непосредственным участником открытия многих нефтяных месторождений: Мортымьинского, Тетеревского, Толумского, Средне-Мулымьинского, Ем-Ёговского, Пальяновского, Южно-Сургутского, Фёдоровского.
Воспитал более 50 бурильщиков и буровых мастеров.
Избирался депутатом Верховного Совета РСФСР 6-го, 7-го и 8-го созывов. Был делегатом XXII съезда КПСС.
Умер 22 апреля 1991 года, похоронен на Червишевском кладбище города Тюмени.

## Открытие тюменской нефти
О главном событии своей жизни Семён Никитич вспоминал: «До Шаима мы бурили скважины в Заводоуковском районе, Викуловском, Абатском, Голышмановском, Ишимском, в Верхней Тавде. Везде вода, только её мы открывали». В 1959 году Семён Урусов был вызван в Тюмень к Юрию Эрвье. Тот назвал новое задание для опытного буровика: «Тебе с бригадой ехать в район Шаима. Там обязательно должна быть нефть».
Урусов согласился, но многие его подчинённые не согласились уехать из обжитой Верхней Тавды в таёжную глушь. Ни один бурильщик не поехал в Шаим, только помбуры, всего 11 человек. Долетели до места на гидросамолёте, приводнились на протоку Конды. Можно было остаться в деревне Шаим, но Урусов распорядился ехать на буровую, в 25 км от неё. Там располагался посёлок леспромхоза Мулымья, где подчинённые пошли по домам снимать углы, по одному-два человека. Всех бывших помбуров поставили бурильщиками, а в помбуры набрали местных.
Условия работы действительно были суровые. Только один караван с оборудованием и техникой для буровой смог пройти в 1959 году по Иртышу и Конде из Ханты-Мансийска, а второй из-за раннего ледостава в устье Конды пришлось вернуть. Некоторые самые необходимые материалы доставляли самолётами АН-2 на посадочную площадку, которую раскорчевали на окраине посёлка Ушья. Жилые и рабочие вагончики (балки), санное оборудование и многое другое пришлось изготавливать на месте, при поддержке Мулымьинского леспромхоза, снабжавшего древесиной. Дизельные моторы для буровых доставляли по железной дороге из Тюмени на перевалочную базу Сосьва, где перегружали на автомашины, чтобы по зимникам отвезти в Шаимскую экспедицию.
Керны и каротажные диаграммы руководитель Шаимской геологоразведочной экспедиции М. В. Шалавин вместе с геофизиком В. А. Ирбэ отправляли на перекладных — вертолётах, автотранспортом, поездом в Тюмень, в адрес Ю. Г. Эрвье, только в Тюмени принималось решение о спуске обсадной колонны.
На скважине Р-6 закончили подготовительные работы и получили первую тюменскую нефть.
В. А. Ирбэ рассказывал, что после перфорации обсадной колонны на Р-6 начальник экспедиции М. В. Шалавин несколько раз открывал задвижку и визуально определял дебит нефти, пока не убедился в её промышленном количестве. Но и после этого он дал засекреченную радиограмму в Тюмень на азербайджанском языке: «Ики юз али — уч юз». Поскольку и он, и Эрвье ранее работали на Кавказе, им обоим был понятен перевод: скважина даёт 250—300 т в сутки. Они не хотели раньше времени хвастаться открытием, пока не убедились в нём сами. И это было сделано, когда в Шаим прилетели руководитель Главтюменьгеологии Ю. Г. Эрвье и академик А. А. Трофимук.

## Награды
- 1945 — медаль «За боевые заслуги» за проявленную храбрость в боях при взятии города Беутен[2].
- 1945  — медаль «За победу над Германией»
- 29 апреля 1963 года Указом Президиума Верховного Совета СССР С. Н. Урусову присвоено звание Героя Социалистического Труда с вручением ордена Ленина и золотой медали «Серп и Молот».
- В 1967 году ему присвоено звание «Почётный гражданин Урая»[8].
- В 1970 году награждён медалью «За доблестный труд. В ознаменование 100-летия со дня рождения В. И. Ленина».
- В 1971 году награждён орденом Октябрьской Революции.
- В 1974 году удостоен ордена Трудового Красного Знамени.
- 1979 — диплом «Первооткрыватель месторождений» за Южно-Сургутское месторождение.
- 6 апреля 1985 года в ознаменование 30-летия Победы советского народа в Великой Отечественной войне награждён орденом Отечественной войны II степени[9].

Именем Урусова названы улицы в Урае и в Пыть-Яхе.
В 2006 году в Урае открыт памятник Семёну Урусову в виде бронзового бюста.
В 2008 году Урусову присвоено звание почётного гражданина Ханты-Мансийского автономного округа.

## Образ в кино и литературе
Образ Семёна Урусова использовался во многих произведениях Константина Лагунова.